# 彤華宮
彤華宮位於四川省德陽市中江縣，文物遺址年代判定為清。2012年7月16日公佈為第八批四川省文物保護單位。
彤華宮（火神廟）位於四川省德陽市中江縣凱江鎮火神廟巷58號，始建年代不詳，重建於清道光四年（1824），坐東南向西北，復合四合院佈局，總占地面積2535平方公尺，建築面積2055平方公尺，中軸線上從前向後依次為山門、戲樓、前院、正殿、後院、後殿、後門，兩側為左右迫樓、左右廂房等建築，四周圍以圍牆。彤華官除山門和圍牆外其余建築均為木結構建築。其中山門為磚石結構，牌樓式建築，開門洞三通，上有灰塑浮雕圖案；戲樓為單簷歇山式筒瓦屋頂，抬樑與穿斗混合式梁架，面闊三間17.1公尺，進深兩間8.37公尺；正殿為一進兩重大殿，前重為園山式歇山頂，後重為懸山式筒瓦頂，抬梁與穿斗結合梁架，前後兩重構架勾連一體，面闊三間12.4公尺，進深四間H.9公尺，東、西另各有耳房一間；後殿為單簷懸山式筒瓦頂，抬梁與穿斗混合梁架，面闊三間10.3公尺，進深三問6.4公尺，西側耳房一間。該建築系舊時中江縣城祭祀火神的專題性廟堂，其建築性質和格局又兼具會館特色，對於研究民俗文化、古代建築等具有重要價值。